# Popetown
 (juin 2020).
Si vous disposez d'ouvrages ou d'articles de référence ou si vous connaissez des sites web de qualité traitant du thème abordé ici, merci de compléter l'article en donnant les références utiles à sa vérifiabilité et en les liant à la section « Notes et références ».
Popetown est une série d'animation franco-britannique en dix épisodes de 23 minutes, créée par Isabelle Dubernet, Eric Fuhrer et Phil Ox, produite par la BBC et diffusée à partir du 8 juin 2005 sur la chaîne néo-zélandaise C4. En France, la série a été diffusée à partir du 2 septembre 2006 sur MCM et rediffusée sur Europe 2 TV.

## Synopsis
Cette série suit la vie du père Nicolas, qui vit dans la ville du Vatican, parodiée en Popetown. Il est chargé de s'occuper du pape (toujours appelé par son titre et dont on ne connaît pas le nom) qui est un enfant gâté avec la maturité émotionnelle et mentale d'un enfant de quatre ans.
Le père Nicolas doit donc maintenir le pape hors de danger, et s'assurer que le monde entier ne remarque pas que le Saint Père est un parfait idiot. D'autres personnages sont présents, dont un prêtre ayant certaines déviances sexuelles et un trio de cardinaux corrompus qui dirigent secrètement le Vatican et veulent devenir riches dans le dos du pape. Ces éléments et d'autres encore font que cette série est très controversée.

## Voix originales
- Bob Mortimer : père Nicolas
- Ruby Wax : le pape
- Morwenna Banks : sœur Marie
- Jerry Hall : sœur Penelope
- Matt Lucas : cardinal Un
- Kevin Eldon (en) : cardinal Deux
- Simon Greenall : cardinal Trois
- Ben Miller : prêtre

## Fiche technique
- Auteurs : Kevin Eldon (en), James Bachman, Mackenzie Crook, Isabelle Dubernet, Mark Evans, Eric Fuhrer, Phil Ox, David Quantick
- Producteur : Phil Ox
- Réalisateur : Phil Ox
- Sociétés de production : BBC, CHX Productions, Moi J'Aime La Télévision (France)

## Épisodes
1. Le Double (The Double)
2. Visite d'État (State Visit)
3. Le Grand Combat (The Big Fight)
4. Piégés ! (Trapped)
5. Possédé (Possessed)
6. Le Beau Jeu (The Beautiful Game)
7. Une affaire de famille (A Family Affair)
8. Opportunité de carrière (Career Opportunity)
9. Voyage d'un jour (Day Trip)
10. Le jour du Derby (Derby Day)

## Commentaires
À l'origine, cette série fut commandée par la BBC, afin d'être diffusée en Grande-Bretagne, mais ne le fut jamais  à cause d'une vague de protestations de la part des catholiques. C'est la chaîne néo-zélandaise C4 qui diffusa en premier la série, le 8 juin 2005. En Europe, elle fut diffusée en Allemagne sur MTV Allemagne, en France sur MCM, et par MTV en Amérique latine.

### Controverses

#### Nouvelle-Zélande
L’Église catholique romaine de Nouvelle-Zélande a porté plainte à la Broadcasting Standards Authority (le CSA néo-zélandais) et a appelé au boycott des radios et télévisions du groupe CanWest. La chaîne C4 a reçu de nombreuses plaintes, mais a refusé de déprogrammer Popetown.

#### Allemagne
En Allemagne, MTV a diffusé le premier épisode le 3 mai 2006. Après une publicité publiée avant la semaine sainte montrant Jésus regardant la télévision dans une chaise, MTV et la série furent sévèrement critiqués par beaucoup de catholiques en Allemagne, et la série devint un sujet de débat public, bien que le public capable de voir le show était fortement réduit.
L’Église chrétienne, ainsi que les communautés juives et musulmanes et certains politiques conservateurs demandèrent à MTV de retirer Popetown. Un magazine évangélique a même créé un site web www.stoppt-popetown.de. De son côté, l'archevêché de Munich et le leader parlementaire de la CSU en Bavière demandèrent des poursuites judiciaires à l'encontre des créateurs de la série, en vertu de l'article 166 du Code Pénal, la « clause blasphématoire ». Edmund Stoiber, leader de la CSU, demanda lui aussi de sévères punitions.
Certaines organisations non-religieuses, telles l'IBKA et d'autres argumentèrent que la satire devait exister et qu'il ne devait pas y avoir de censure. Les supporters de la série affirmèrent que la série ne pouvait pas être interdite, comme les caricatures de Mahomet, en vertu de la liberté de la presse.
Après un débat sur MTV, à l'issue duquel les votants sur le site internet de la chaîne ont soutenu la série à hauteur de 87 % des votants, MTV décida de diffuser la série dans son intégralité. Les experts présents sur le plateau du débat ont déclaré ne vouloir « ni la diffusion, ni l'interdiction de la série ».
En ce moment, Popetown est rediffusée sur MTV. Les protestations ont disparu et la plupart des gens ont tout oublié de l'hystérie du début. Ironiquement, c'est cette hystérie qui a permis de lancer Popetown.

#### États-Unis
La série n'a pas été diffusée, ni sortie en DVD, mais a été vue par beaucoup grâce à YouTube et certains sites de partage de fichiers. Dans son édition du 20 avril 2006, le fondateur du Parents Television Council, L. Brent Bozell, publia un article critiquant Viacom pour avoir diffusé Popetown sur MTV Allemagne, ainsi qu'une scène offensant Jésus-Christ dans l'épisode Cartoon Wars II de la série South Park sur Comedy Central (MTV et Comedy Central appartiennent tous deux à Viacom).

#### Lituanie
En mars 2007, MTV Pays Baltiques reçut une amende de 3 000 litas de la part du CSA lituanien pour avoir diffusé Popetown. En réponse, le directeur des séries de MTV, Marius Veselis, accusa la Lituanie de se démasquer elle-même comme « une culture malade, à moitié médiévale, à moitié communiste ».

## Produits dérivés

### DVD
Le DVD a été édité en Grande-Bretagne par Revolver Entertainment le 5 septembre 2005, en Australie par Roadshow Entertainment en Allemagne par Polyband et en France par Kazé.